# 例損
例損（れいそん）とは、毎年通常の理由により、慣例として認められている国家的な収得の損失。律令制における法制語で、国司の徴税請負制の展開によって生まれたものである。

## 概要
以下の2つのパターンが見受けられる。
1. 日本古代、とりわけ平安時代において、田租納入に際し、毎年旱（かん）・水・虫・霜害などの自然災害などによる田地の収穫の減少（損田）が10分の3以下を例損といい、その分を損分として恒常的な損失（常例）として免じ、国司の自由裁量に任せた。加えて、損七分以上の損戸の限度内の戸数をも指し、大国49戸以下、上国39戸以下、中国29戸以下、下国19戸以下がそれにあたる。これらを「不三得七の法」といい、これを越える場合を「異損」という。『延喜式』には、「凡下野、讚岐等国、大国に准じ、四十九戸例損を聴す」とある[1]。
2. 主計寮における大帳の勘会（照合）の際に、調庸の増減の原因を示すもので、重病や死亡や老衰、あるいは年齢が増して（調庸負担者である）正丁が老丁となるなどの、特に異常ではない理由によって、本人の調庸を減免した。同じく『延喜式』によると、「例に依り、損する所、以て例損と為す」とある[1]。

例損の法は、中世の荘園法にも引きつがれ、『東大寺続要録』寺領章には「例損三町八段」とある。